# Hezarpare Ahmed Pascià
Hezarpare Ahmed Pascià (in turco ottomano: هزارپاره احمد پاشا), conosciuto anche come Tezkereci Ahmed Pascià (İstanbul, ... – İstanbul, 7 agosto 1648) è stato un politico ottomano.

## Biografia

### Primi anni
Ahmed era figlio di un soldato professionista di probabile origine albanese. Invece di seguire le orme di suo padre nell'esercito, ha scelto di entrare nella amministrazione pubblica. Fu nominato in diversi incarichi, uno dei quali era il segretario personale (tezkereci) del gran visir Kemankeş Kara Mustafa Pascià, guadagnando l'epiteto tezkereci dopo questa nomina. Nel 1646, due anni dopo l'esecuzione di Mustafa Pascià, fu nominato defterdar e nel 1647 fu promosso al grado di gran visir, la carica più alta nella amministrazione ottomana.

### Gran visierato
Il Sultano Ibrahim I (a volte chiamato Ibrahim il Pazzo) aveva problemi di squilibrio mentale. Era un intenditore di pellicce di zibellino e costrinse il suo gran visir a comprarne enormi quantità per i suoi palazzi. Per questo motivo, ad Ahmed Pascià fu richiesto di concentrare più tempo sul commercio dello zibellino piuttosto che sugli affari di stato. Durante il suo mandato, la marina veneziana bloccò lo stretto dei Dardanelli, e Venezia prese anche il controllo dell'importante fortezza di Clissa (nell'odierna Croazia); vedi Guerra di Candia. Inoltre, gli acquisti di pellicce di zibellino su larga scala avevano causato un ulteriore deficit in un bilancio che era già sotto la pressione della guerra.

### Morte
Nel 1648, Ahmed Pascià impose una pesante tassa per far fronte alle pesanti spese del bilancio, che causò la rabbia e una ribellione tra la popolazione dell'Impero ottomano. Fu linciato l'8 agosto 1648 e il suo corpo fu fatto a pezzi dalla folla inferocita. L'epiteto "Hezarpare" che ottenne dopo la sua morte, significa in persiano, "mille pezzi", riferendosi al destino del suo cadavere dopo il linciaggio. Pochi giorni dopo l'omicidio di Ahmed Pascià, fu ucciso anche il sultano Ibrahim.